# فارغان
مدينة فارغان  مدينة متوسطة تتبع بلدة فارغان في مقاطعة حاجي آباد (بالفارسية: شهرستان حاجی‌آباد )، وتقع في محافظة هرمزغان في جنوب إيران.

## السكان
يبلغ عدد سكان «مدينة فارغان» حسب تعداد السكان لعام 2006 للميلاد، (13146) نسمه.